# ドヴィジャ
ドヴィジャ(梵: द्विज dvija)または再生族（さいせいぞく）は、インドにおける4つのヴァルナのうち、バラモン（ブラーフマナ）、クシャトリヤ、ヴァイシャの3ヴァルナをさす。伝統的に、インドにおいて、出生後の通過儀礼を経てヴェーダの祭式に連なりうるものと考えられてきたヴァルナの総称。

## 概要
後期ヴェーダ時代（紀元前1000年頃－紀元前600年頃）における創造讃歌『プルシャ・スークタ（原人の歌）』(en)は、4つのヴァルナ（社会的身分）が生まれた由来を問い、その答えのなかとして次のように説明している。
神々が原人を切り分かちたるとき
いくつの部分に切り離したるや。
その口は何に、両腕は何になりたるや。
その両腿は、その両足は何とよばれるや。
その口はバラモン（司祭）となれり。
その両腕はラージャニヤ（武人）となれり。
その両腿からはヴァイシャ（農民、商人）、
その両足からはシュードラ（奴隷）生じたり。
「ヴァルナ」の原義は「色」であり、上位からそれぞれ白、赤、黄、黒の4色であった。
『マヌ法典』にしたがえば、バラモンはヴェーダを学び、これを教え、また、神々への祭祀をおこなわなければならない。クシャトリヤ（ラージャニヤ）は人びとを守り、やはりヴェーダを学ばなければならない。ヴァイシャは牛を飼い、土を耕し、商業を営み、金銭を扱い、そして、ヴェーダを学ぶことが推奨される。このように、上記3ヴァルナはヴェーダの祭式に参加する資格を与えられており、8歳から12歳にかけての男子が、その階級の一員になったことを示す聖なる紐をかけられる儀式に参加する。これによって彼らは幼年時代を終え、ヒンドゥーの四住期における「学生期」（ブラフマチャルヤ）にはいるとされる。紐をかけられるこの入門式はウパナヤナと呼ばれ、ヒンドゥー教徒からは第二の誕生とみなされる。そのためこの儀式を受けられる三つのヴァルナは再生族（ドヴィジャ）と呼ばれるが、受けることを許されないシュードラ階級は一度しか誕生しない、という意味で一生族（エーカジャ）と称される。